# Zanè
Zanè ist eine nordostitalienische Gemeinde (comune) mit 6552 Einwohnern (Stand 31. Dezember 2023) in der Provinz Vicenza in Venetien. Die Gemeinde liegt etwa 20,5 Kilometer nordnordwestlich von Vicenza.

## Verkehr
Durch das Gemeindegebiet verläuft die Autostrada A31 von Vicenza Richtung Norden. Die frühere Strada Statale 349 di Val d’Assa e Pedemontana Costo (heute: Provinzstraße) verbindet Zanè mit den Vicentiner Alpen und zugleich mit dem Umland Vicenzas.